# 44005 Мігліарді
44005 Мігліарді (44005 Migliardi) — астероїд головного поясу, відкритий 25 вересня 1997 року.
Тіссеранів параметр щодо Юпітера — 3,228.